# La Bellière (Orne)
La Bellière település Franciaországban, Orne megyében. Lakosainak száma 129 fő (2022. január 1.). La Bellière Le Cercueil, Francheville, La Lande-de-Goult, Montmerrei, Boischampré és Forges-les-Eaux községekkel határos.

## Népesség
A település népességének változása:
| Lakosok száma | 121  | 121  | 124  | 125  | 128  | 129  | 131  | 132  | 129  |
|               | 2013 | 2015 | 2016 | 2017 | 2018 | 2019 | 2020 | 2021 | 2022 |